# Weinkanne

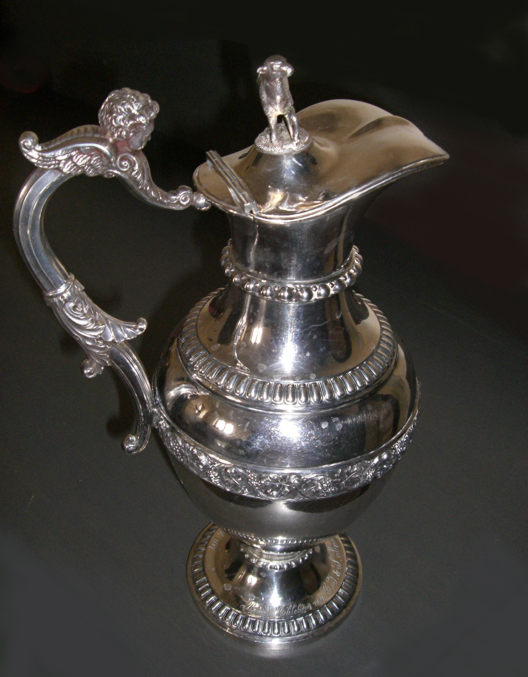
Weinkanne in einer evangelischen Kirche. Auf dem Deckel ist ein Lamm erkennbar, das den Opfertod Jesu als Lamm Gottes symbolisiert.

Die Abendmahlskanne oder  Weinkanne als liturgisches Gerät ist eine Kanne, die bei der Feier des Abendmahls für den Wein verwendet wird. Mit der Messkanne wird der Wein in die Abendmahlskelche gegossen. Die Kanne ist meist kunstvoll gestaltet und kann christliche Symbole, Ornamente oder Inschriften tragen. Sie besteht möglichst aus Silber, war bis zum 19. Jahrhundert aber auch oft aus Zinn.